# Preghiere e benedizioni ebraiche

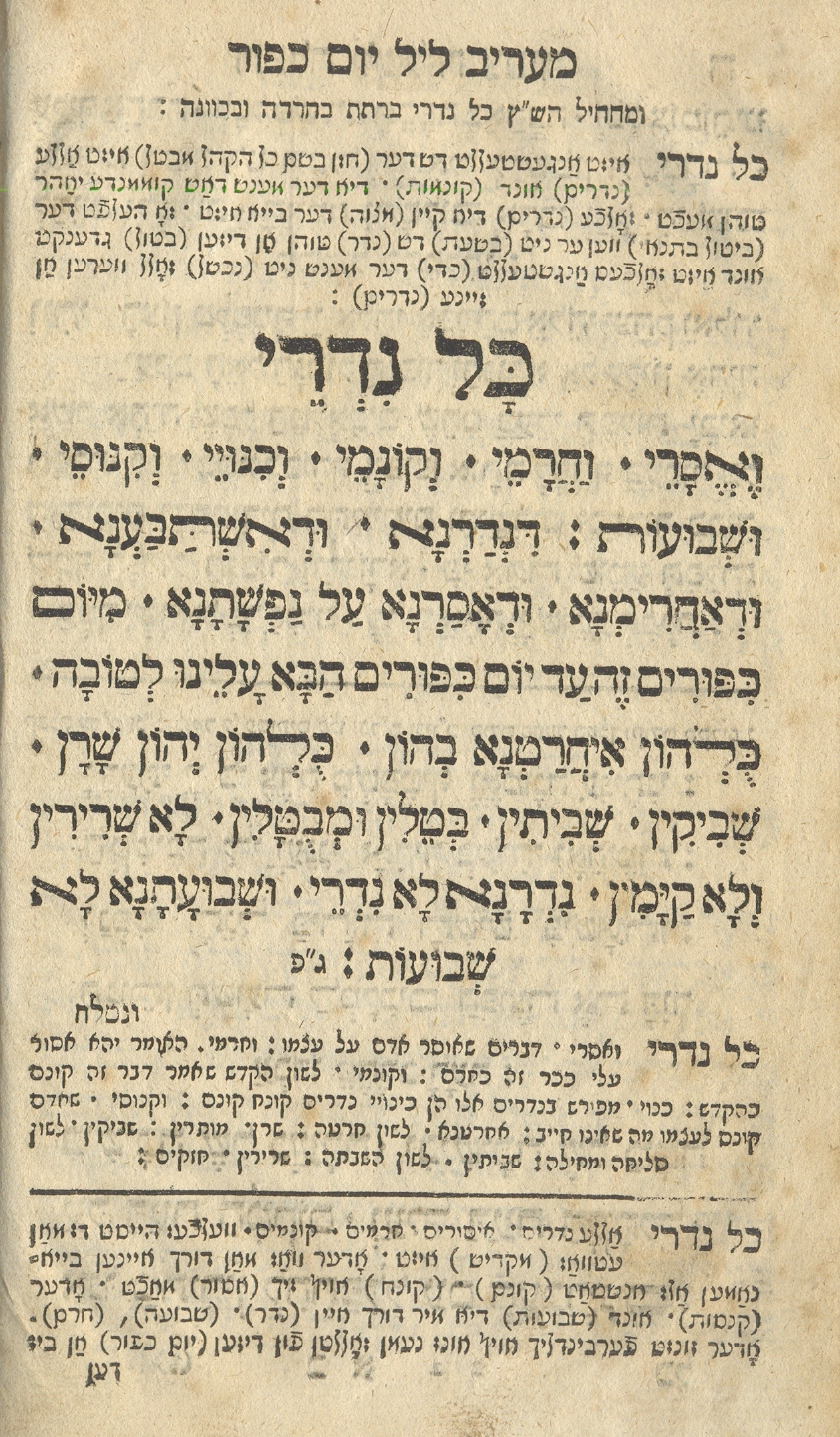
Preghiera Kol Nidre dello Yom Kippur (1825)

Si elencano qui alcune preghiere e benedizioni (sing. berakhah, plur. berakhot) in lingua ebraica che fanno parte dell'ebraismo e vengono recitate dalla maggioranza degli ebrei. Tali preghiere e benedizioni si possono trovare nel Siddur, il libro di preghiere ebraico. Questa voce tratta delle benedizioni liturgiche ebraiche che solitamente iniziano con la seguente formula:
in ebraico ברוך אתה ה' א‑לוהינו מלך העולם...‎?
Traslitterazione: Barukh atah Adonai Eloheinu, melekh ha'olam...
Traduzione: "Benedetto sei Tu, o Signore, nostro Dio, Re dell'universo..."

## Preghiere comuni
| Amidah                           | עמידה        | "Preghiera in piedi", nota anche come Shemoneh Esreh ("i Diciotto"), è una componente essenziale del servizio liturgico ebraico. Viene detta tre volte al giorno (quattro volte nelle festività e cinque volte durante lo Yom Kippur). |
| Mizmor Shir                      | מזמור שיר    | Salmo 30. Recitato all'inizio di Pesukei Dezimra. |
| Baruch Sheamar                   | ברוך שאמר    | Prima benedizione di Pesukei Dezimra, serve da transizione nel servizio liturgico di preghiera. Viene quindi cantata in melodia fissa, comunemente derivata dalla Hatikvah. Ci sono sette aspetti di Dio citati in Barukh she'amar: 1. Dio parlò ed il mondo venne ad essere; 2. Dio parla, fa, decreta e compie; 3. Dio è misericordioso; 4. Dio premia coloro che lo temono; 5. Dio è eterno; 6. Dio salva e redime il popolo; 7. Benedetto è il Nome di Dio. |
| Cantici di Ringraziamento        |              | Serie di paragrafi di Pesukei Dezimra. Include Salmo 100 e Hodu o Hodu Lashem Kir'u Bishmo (da 1 Cronache 16,8-36). Questa non è più una delle preghiere di ringraziamento: fu prima recitata da Davide dopo che ebbe recuperato l'Arca dai filistei. Dopo tale evento, divenne una preghiera standard. |
| Yehi kevod                       | יהי כבוד     | Serie di versetti recitati durante Pesukei Dezimra, prima di Ashrei. La preghiera è una rappresentazione dell'esaltazione dei Nomi di Dio sia in cielo che in terra. La sequenza di Yehi kevod con Ashrei è significativa: simbolizza la connessione di una relazione interiore dove Dio aiuta e conforta e la Cui benevolenza ci è sempre accanto. |
| Ashrei                           | אשרי         | Recitata tre volte al giorno: durante Pesukei Dezimra, dopo Uva Letzion e all'inizio di Mincha (Ne'ila nello Yom Kippur). La preghiera è composta principalmente del Salmi 145 nella sua interezza, con un versetto da Salmi 84 e 144 aggiunti all'inizio e un versetto da Salmi 115 aggiunto alla fine. I primi due versetti che sono aggiunti entrambi iniziano con la parola ebraica "ashrei" (che si traduce in "felice" o "lodevole" o "fortunato"), da cui il titolo della preghiera stessa. |
| Hallel (pesukei dezimra)         | הלל          | Include Ashrei e Salmi 146, 147, 148, 149 e 150. Questi salmi sono recitati perché sono dedicati interamente alla lode di Dio. |
| Baruch Hashem L'Olam (Shacharit) | ברוך ה לעולם | Recitato come benedizione dopo la conclusione di Hallel e consiste di versetti che iniziano con la parola Baruch (ברוך), ebraico di Benedetto, che afferma che Dio è fonte di benedizioni. Il paragrafo consiste di quattro versetti: Salmi 89,53.135,21.72,18-19. |
| Vayivarech David                 | ויברך דוד    | Dal Libro delle Cronache Libro I, Capitolo 29, versetti 10-13 (29,10-13). I quattro versetti che compongono questa preghiera furono declamati da Davide in uno dei più drammatici momenti della sua vita, quando gli fu negato il diritto di costruire Tempio Santo (Beit Hamikdash), ma gli fu permesso di metter da parte le necessarie risorse affinché fosse poi costruito da suo figlio Salomone. |
| Ata Hu Hashem L'Vadecha          |              | Dal Libro di Nehemia, Capitolo 9, vv. 6-11 (9,6-11). La tradizione di recitare questi versetti, insieme a Vayivarech David (da Cronache) prima della Canzone del Mare, è per commemorare i miracoli che Dio fece al Mar Rosso. Nella maggioranza dei siddurim questa preghiera appare in due paragrafi separati. La separazione avviene nel mezzo del terzo versetto (Neemia 9,8), a significare il cambiamento del nome da Abram ad Abramo, elevando la sua condizione da padre di Aram a padre di una moltitudine di nazioni. |
| Az Yashir (Canzone del Mare)     | אז ישיר      | Da Esodo 15,1-18. Il poema è seguito dai versetti 15,20-21 che rappresentano una canzone cantata da Miriam e le altre donne. La Canzone del Mare fu cantata dagli israeliti dopo l'attraversamento del Mar Rosso e celebra la distruzione dell'esercito egiziano durante il passaggio, con il preannuncio di future conquiste a Canaan. |
| Yishtabach                       | ישתבח        | Tradotto "[Dio] sia lodato" , benedizione finale di Pesukei Dezimra. Il tema del numero "quindici" gioca un ruolo essenziale nella benedizione: ci sono quindici espressioni di lode all'inizio della prima metà del paragrafo e quindici parole nella benedizione conclusiva (dopo "Benedetto sei Tu, o Dio..."). Il numero quindici è un'allusione sia al Nome Divino יה (la cui ghematria è quindici) e ai quindici Canti delle Ascensioni composti da Davide, Salmi 120–134. Due temi si trovano in Yishtabach: 1. la potenza e immensità di Dio meritano la nostra lode e adorazione, 2. si deve continuamente lodare Dio.                                                                                                   |
| Yotzer ohr                       | יוצר אור     | Prima benedizione recitata durante Shacharit, nota anche come Birkat yotzer, "Benedizione della creazione": in ebraico רוךְ אַתָּה יְיָ אֱלֹהֵנוּ מֶלֶךְ הָעוֹלָם, יוֹצֵר אוֹר וּבוֹרֵא חשֶׁךְ, עֹשֶֹה שָׁלוֹם וּבוֹרֵא אֶת הַכֹּל. בָּרוךְ אַתָּה יְיָ, יוֹצֵר הַמְּאוֹרוֹת‎? - Traduzione: Benedetto sei Tu, o SIGNORE, nostro Dio, Re dell'universo, che formi la luce e crei l'oscurità, che innalzi la pace e crei tutte le cose. Benedetto sei tu, o SIGNORE, che formi la luce. Secondo un Midrash, Adamo ed Eva furono i primi a recitare questa benedizione quando si trovavano nel Giardino dell'Eden. L'Ebraismo riconosce che il sole è il fulcro della vita, emanatore della luce necessaria per tutta la vita sulla Terra, e Birkat Yotzer Or è una benedizione del sole. |
| Maariv Aravim                    | מעריב ערבים  | Prima benedizione recitata durante Maariv. È una lode di Dio perché fa arrivare l'oscurità, controllando il giorno e la notte, ordinando le stelle nel cielo e le stagioni sulla Terra. È preferibile recitare Maariv dopo il crepuscolo ed è permesso recitarla comunque in qualsiasi momento dopo il tramonto del sole, anche se il crepuscolo non è ancora iniziato. |
| Ahava Rabbah                     | אהבה רבה     | Seconda benedizione recitata durante Shacharit. Questa preghiera è un'espressione di ringraziamento per l'amore che Dio ha dato al Suo popolo. Si ringrazia Dio per il dono della Torah, che dà vita. e per aver fatto degli ebrei il popolo eletto. |
| Ahavat Olam                      | אהבת עולם    | Seconda benedizione recitata durante Maariv, parallela con Ahava Rabbah che viene recitata durante Shacharit e similmente è un'espressione di ringraziamento a Dio per il dono della Torah. |
| Shema Israel                     | שמע ישראל    | Al centro dei servizi di preghiera ebraica, afferma fede e fiducia in un Unico Dio ed è composta da tre sezioni tratte dalla Torah. |
| Kaddish                          | קדיש         | Preghiera aramaica che si concentra sull'idea di magnificazione e santificazione del Nome di Dio. Questa preghiera è normalmente recitata a conclusione di un periodo di studio o una sezione del servizio di preghiera. Poiché le persone in lutto sono tenute a recitare la versione funebre del Kaddish, a volte è vista come preghiera per i defunti, ma in realtà non menziona affatto la morte. |
| Birkat Kohanim                   | ברכת כהנים   | La "Benedizione sacerdotale", recitata dai Kohanim durante le Festività ebraiche (quotidianamente in Israele). |
| Avinu Malkenu                    | אבינו מלכנו  | "Nostro Padre, Nostro Re". Preghiera recitata durante i servizi liturgici di Rosh haShanah e Yom Kippur, come anche nei "Dieci Giorni di Pentimento" da Rosh haShanah fino a Kippur. Nella tradizione aschenazita viene recitata in tutti i giorni di digiuno (Ta'anit); nella tradizione sefardita solo perché è recitata nei Dieci Giorni di Pentimento, cade durante i giorni di digiuno di Yom Kippur e del Digiuno di Gedaliah. |
| Ein Keloheinu                    | אין כאלהינו  | Preghiera lirica recitata alla fine delle funzioni dello Shabbat e delle Festività, che loda l'Unicità di Dio. |
| Aleinu                           | עלינו        | L'Aleinu loda Dio per aver permesso al popolo ebraico di servirLo ed esprime la speranza che tutto il mondo riconosca Dio e abbandoni l'idolatria |
| An‘im Zemirot                    | אנעים זמירות | Formalmente nota come "Il cantico di Gloria" - Shir HaKavod in ebraico שיר הכבוד‎?, questa canzone viene cantata alla fine delle preghiere mattutine nello Shabbat. Tradotta con "Canterò dolci canzoni", questo poema liturgico ebraico viene declamato nella sinagoga nella maniera dei responsa, col primo versetto letto ad alta voce dallo shaliach tzibbur (שליח ציבור, lett. "messaggero della congregazione"), il secondo versetto recitato dalla congregazione all'unisono e così via. Il poma si pensa sia stato scritto da Rav Yehudah haChassid, studioso del movimento pietista Chassidei Ashkenaz del XII secolo. |
| Hallel                           | הלל          | Salmi 113–118, recitati come preghiera di lode e ringraziamento durante le Festività ebraiche. Hallel viene detto in due modi: "Hallel completo" e "Hallel parziale" |
| Kol Nidre                        | כל‑נדרי      | Preghiera recitata in sinagoga all'inizio del servizio serale durante lo Yom Kippur (יום כיפור), Giorno dell'Espiazione. È una dichiarazione di assoluzione da voti fatti, per liberare l'orante dalla colpa dovuta all'inadempimento di voti fatti nell'anno precedente (e quello a venire) |
| Shehecheyanu                     | שהחיינו      | Benedizione per occasioni speciali (una volta all'anno) |
| Birkat Hamazon                   | ברכת המזון   | Benedizione dopo i pasti, per ringraziare Dio del cibo e del Suo aiuto in generale |
| Tefilat HaDerech                 | תפלת הדרך    | Preghiera del viaggiatore per un viaggio sicuro |
| Birkat HaBayit                   | ברכת הבית    | Benedizione della casa, posta (o incisa) dentro una targa commemorativa o una hamsa. |
| Ma Tovu                          | מה טובו      | Preghiera di venerazione per la sinagoga, recitata al mattino entrando (anche in altri luoghi sacri). |

## Festività

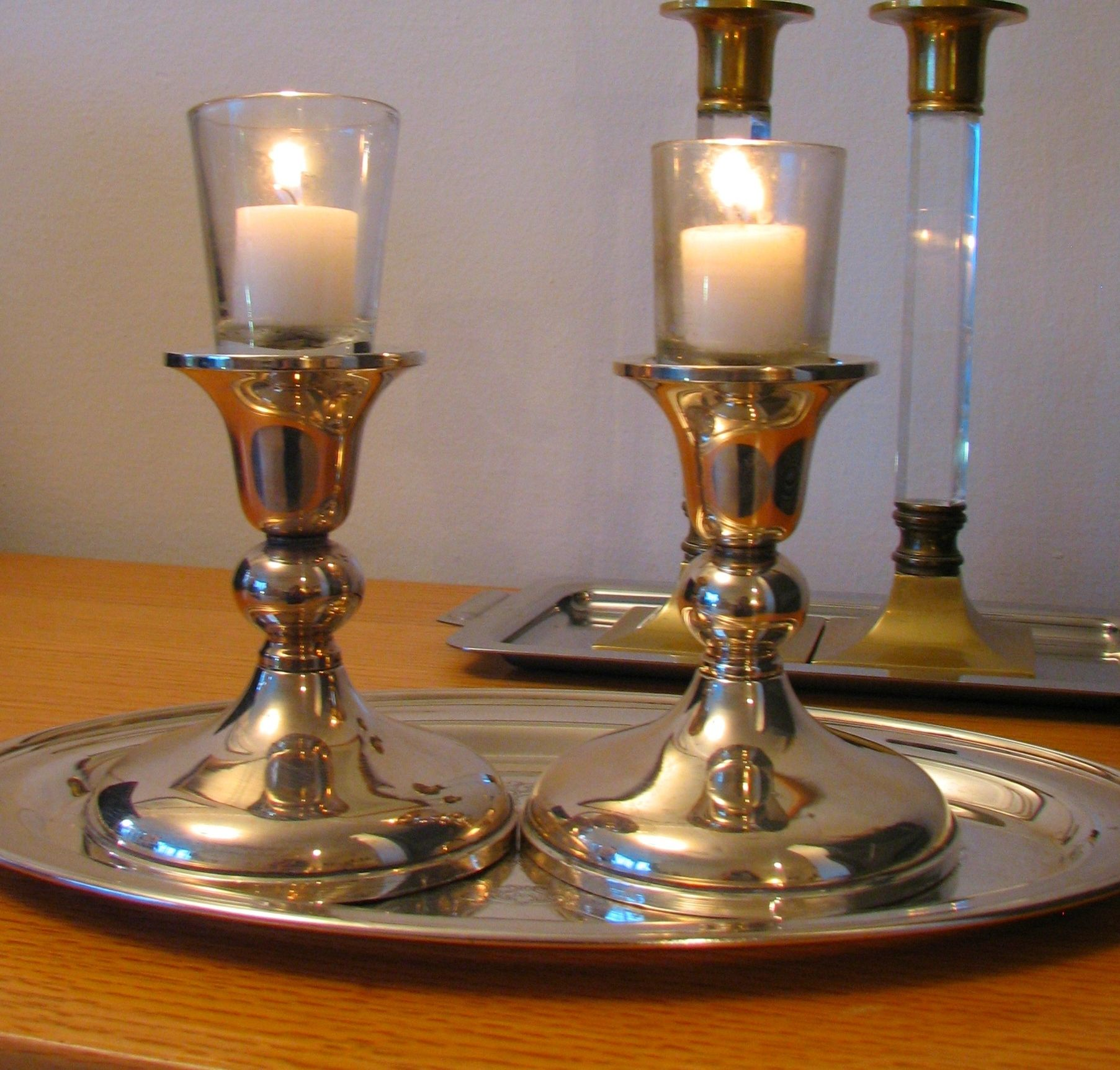
Candele dello Shabbat

### Shabbat
Shabbat (ebraico), (Sabato in italiano)

#### Benedizione per l'accensione delle candele
N.B.: Le candele dello Shabbat vengono accese il venerdì, almeno diciotto minuti prima del tramonto.
in ebraico ברוך אתה ה' א‑לוהינו מלך העולם, אשר קדשנו במצותיו וצונו להדליק נר של חנוכה.‎?
Traslitterazione: Barukh atah Adonai Eloheinu melekh ha'olam, asher qiddeshanu b'mitzvotav v'tzivanu lehadliq ner shel Hanukkah.
Traduzione: "Benedetto sii Tu, o SIGNORE, nostro Dio, Re dell'universo, Tu che ci hai santificato coi Tuoi comandamenti e ci hai comandato di accendere le luci di Hanukkah."

#### Havdalah(Cerimonia della "Separazione")
(Havdalah si recita il sabato sera, di solito un'ora dopo il tramonto, misurata col momento in cui tre stelle appaiono in cielo, che indica la fine dello Shabbat)
Havdalah è una cerimonia che comporta quattro benedizioni.
Poiché la havdalah si recita sopra una coppa di vino, per prima si benedice il vino:
in ebraico ברוך אתה ה' א‑לוהינו מלך העולם, בורא פרי הגפן.‎?
Traslitterazione: Barukh ata Adonai Eloheinu melekh ha‑olam, bo're p'ri hagafen.
Traduzione: "Benedetto sii Tu, o SIGNORE, nostro Dio, Re dell'universo, Tu che crei il frutto della vite."

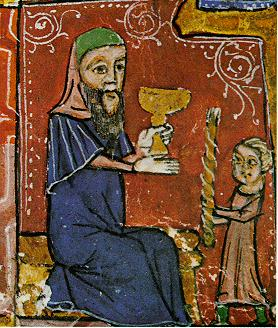
Rituale della Havdalah, Spagna XIV secolo

Poi si odorano le spezie, recitando la benedizione mentre le si odorano:
in ebraico ברוך אתה ה' א‑לוהינו מלך העולם, בורא מיני בשמים.‎?
Traslitterazione: Barukh ata Adonai Eloheinu melekh ha‑olam, bo're minei b'samim.
Traduzione: "Benedetto sii Tu, o SIGNORE, nostro Dio, Re dell'universo, Tu che crei le varietà degli aromi."
Si passano le spezie in giro tra gli astanti che a loro volta le odorano.
Successivamente, si guarda una candela con molti stoppini, già accesa, dicendo la benedizione:
in ebraico ברוך אתה ה' א‑לוהינו מלך העולם, בורא מאורי האש.‎?
Traslitterazione: Barukh atah Adonai Eloheinu melekh ha'olam, bo're m'orei ha'esh.
Traduzione: "Benedetto sii Tu, o SIGNORE, nostro Dio, Re dell'universo, Tu che crei le luci del fuoco."
La candela viene sollevata in aria e gli astanti guardano il riflesso delle fiammelle sulle loro unghie.
Infine si recita una benedizione di lode a Dio che ha separato il sacro dal profano:
in ebraico ברוך אתה ה' א‑לוהינו מלך העולם, המבדיל בין קודש לחול, בין אור לחושך, בין ישראל לעמים, בין יום השביעי לששת ימי המעשה. ברוך אתה ה', המבדיל בין קודש לחול. ‎?
Traslitterazione: Barukh atah Adonai Eloheinu melekh ha'olam, ha'mavdil bein kodesh l'hol, bein or l'hoshekh, bein yisra'el la'amim, bein yom ha'sh'vi'i l'sheshet y'mei ha'ma'a'se. Barukh atah Adonai, ha'mavdil bein kodesh l'hol.
Traduzione: "Benedetto sii Tu, o SIGNORE, nostro Dio, Re dell'universo, Tu che distingui tra il sacro ed il profano, tra luce e tenebre, tra Israele e le nazioni, tra il settimo giorno e i sei giorni di lavoro. Benedetto sii Tu o SIGNORE, che distingui tra il sacro ed il profano."

### Hanukkah

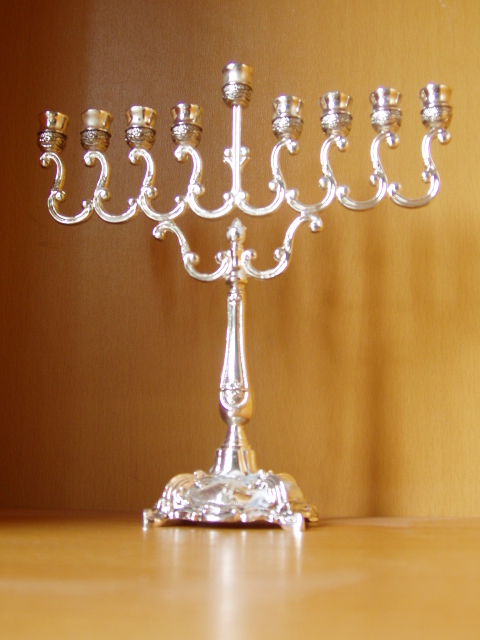
Menorah d'argento della Hanukkah

Due benedizioni vengono recitate mentre si accendono le candele della Hanukkah La prima sera si recita anche la benedizione sheheheyanu.Vedi sotto

#### Benedizione all'accensione delle candele
Traslitterazione: Barukh atah Adonai Eloheinu melekh ha'olam, asher qiddeshanu b'mitzvotav v'tzivanu lehadliq ner shel Hanukkah.
Traduzione: "Benedetto sii Tu, o SIGNORE, nostro Dio, Re dell'universo, Tu che ci hai santificato coi Tuoi comandamenti e ci hai comandato di accendere le luci di Hanukkah."

#### Benedizione per i miracoli della Hanukkah
Traslitterazione: Barukh atah Adonai Eloheinu Melekh ha'olam, she'asa nisim la'avoteinu ba'yamim ha'heim ba'z'man ha'ze.
Traduzione: "Benedetto sii Tu, o SIGNORE, nostro Dio, Re dell'universo, Tu che hai fatto miracoli per i nostri antenati in quei giorni in questo momento..."

### Rosh Hashanah e Yom Kippur (Le Grandi Festività)

#### Accensione delle candele
Non si accendono le candele con la berakha (benedizione) per yom tov perché è permesso trasportare il fuoco e quindi non servono le candele già accese.

#### Mele e miele per Rosh haShanah presso gli Ashkenaziti
Alla vigilia di Rosh haShanah, all'inizio del pasto festivo, è tradizione intingere delle mele crude nel miele come maniera simbolica di chiedere a Dio di concedere un dolce anno nuovo.
Benedizione sulle mele e sul miele:
Traslitterazione: Barukh atah Adonai, Eloheinu, melekh ha'olam, bo're p'ri ha'etz.
Traduzione: "Benedetto sii Tu, o SIGNORE, nostro Dio, Re dell'universo, Tu che crei la frutta degli alberi."
Si mangia un morso di mela intinta nel miele, recitando subito dopo:
Traslitterazione: Y'hi ratzon mil'fanekha, Adonai Eloheinu velohei avoteinu, shet'hadesh aleinu shana tova um'tuka.
Traduzione: "Sia la Tua volontà o SIGNORE, nostro Dio e Dio dei nostri avi, di rinnovarci un anno buono e dolce."

### Sukkot
Traslitterazione: Barukh atah Adonai Eloheinu melekh ha'olam, asher kid'shanu b'mitzvotav v'tzivanu leishev ba'sukah.
Traduzione: "Benedetto sii Tu, o SIGNORE, nostro Dio, Re dell'universo, Tu che ci hai santificato coi Tuoi comandamenti e ci hai comandato di dimorare nella sukkah."

## Mezuzah

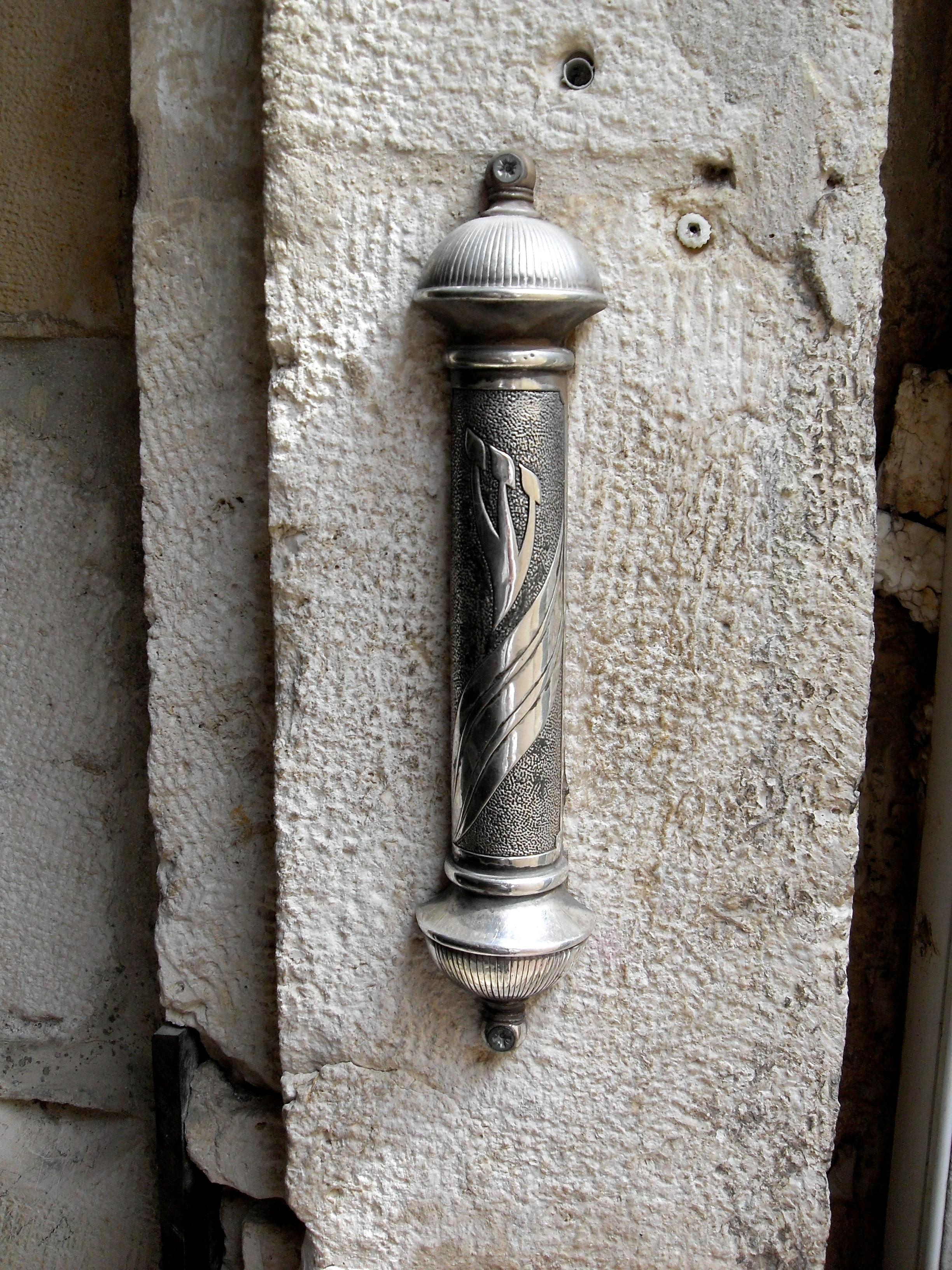
Mezuzah della Sinagoga Yochanan ben Zakai a Gerusalemme

La seguente benedizione viene recitata quando si attacca la mezuzah allo stipite della porta:
Traslitterazione: Barukh atah Adonai Eloheinu, melekh ha'olam, asher kid'shanu b'mitzvotav v'tzivanu likbo'a m'zuza.
Traduzione: ""Benedetto sii Tu, o SIGNORE, nostro Dio, Re dell'universo, Tu che ci hai santificato con i Tuoi comandamenti e comandato di affiggere la mezuzah."
Ogni abitazione ebraica dovrebbe avere una mezuzah.

## Sheheḥeyanu("Tu che ci hai tenuto in vita")
Questa benedizione è detta quando capita un evento piacevole, che non è capitato da qualche tempo: si includono tutte le festività eccetto lo Shabbat; si recita la prima sera di Hanukkah, ma non le sere successive; la benedizione viene detta anche in occasione di affissione di mezuzah (specialmente in una nuova abitazione), di acquisto di un vestito nuovo o nel mangiare un frutto raro.
Traslitterazione: Barukh atah Adonai Eloheinu melekh ha'olam, she'hehiyanu v'kiy'manu v'higi'anu la‑z'man ha‑ze.
Traduzione: "Benedetto sii Tu, o SIGNORE, nostro Dio, Re dell'universo, Tu che ci hai tenuto in vita e permesso di arrivare a questa stagione".

## Preghiere e benedizioni quotidiane

### Svegliandosi
Traslitterazione: Modeh ani lifanekha melekh hai v'kayam shehehezarta bi nishmahti b'hemla, raba emunatekha.
Traduzione: "Ti rendo grazie, o Re Vivente ed Eterno, per avermi restituito l'anima con compassione; abbondante è la Tua fedeltà!"

### Mattino
Elohai Neshamah
Traslitterazione: "Elohai neshama shenatata bi t'horah hi. Atah b'ratah, atah y'tzartah, atah n'fachtah bi v'atah m'shamrah b'kirbi [veatah' atid litelah mime'ni ulehachazirah bi leatid lavo kol z'man shehaneshaman b'kirbi modeh/ah ani lefaneicha, Adonai Elohai v'lohei avotai, Ribobn kol hamasim, Adon kol haneshamot. Baruch atah Adonai, hamachazir neshamot lifgarim metim]."
Traduzione: "Mio Dio, l'anima che mi hai dato è pura. Tu l'hai creata, Tu l'hai formata e Tu l'hai alitata in me. [e Tu la custodisci mentre rimane in me. Un giorno me la toglierai e ripristinerai nel tempo a venire. Fintanto che l'anima è in me, Ti ringrazio, HaShem mio Dio e Dio dei miei avi, Padrone di tutto, Signore di tutte le anime. Benedetto sii Tu, HaShem, che ripristini le anime nei corpi senza vita]."
Poke'ach Ivrim
Traslitterazione: Baruch atah Adonai Eloheinu, Melekh ha'olam poke'ach ivrim.
Traduzione: "Benedetto sii Tu, o SIGNORE, nostro Dio, Re dell'universo, Tu che apri gli occhi ai ciechi.

### Tzitzit

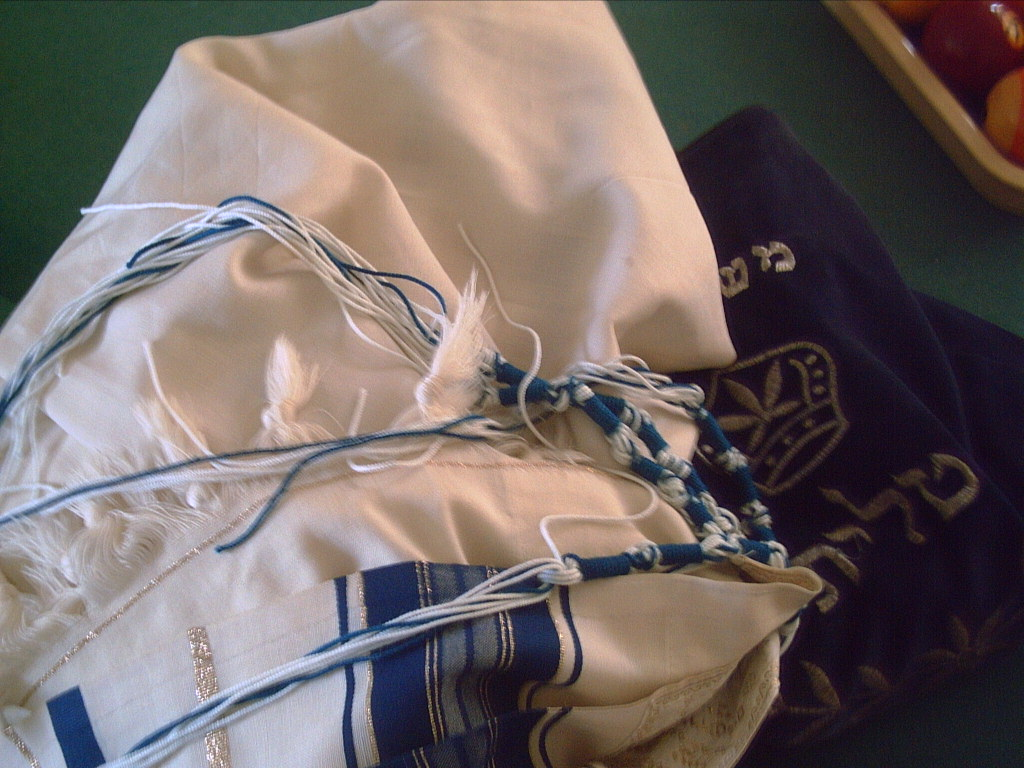
Le tzitzyot del Tallit

Il nome ebraico tzitzit (in ebraico ציצית ‎?, plur. tzitzyot) si riferisce alle frange rituali intrecciate che vengono indossate dagli ebrei osservanti e che sono attaccate ai quattro angoli del Tallit (scialle di preghiera, per esteso chiamato anche Talllit gadol) e del Tallit Qatan.

#### ColTallit Qatan

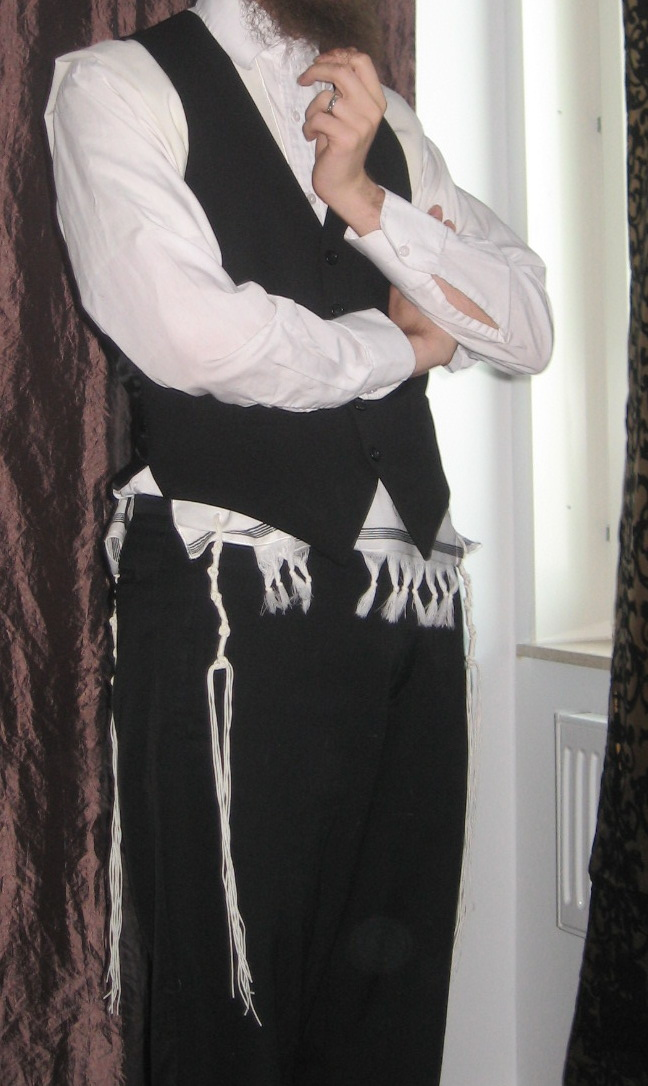
Ebreo ortodosso che indossa un Tallit qatan di lana sotto il gilet.

Le tzitzit vengono prima ispezionate per rendersi sicuri che siano intatte prima di indossare il tallit qatan. Mentre lo si tiene tra le mani, pronto per essere indossato, si recita la seguente benedizione:
Traslitterazione: Barukh atah Adonai Eloheinu Melekh ha'olam, asher kid'shanu b'mitzvotav, v'tzivanu al mitzvat tzitzit.
Traduzione: "Benedetto sii Tu, o SIGNORE, nostro Dio, Re dell'universo, Tu che ci hai santificato coi Tuoi comandamenti e ci hai comandato coi comandamenti delle frange."
Dopo aver indossato il tallit qatan, molti baciano le tzitzit; altri dicono anche quanto segue:
Traslitterazione: Y'hi ratzon mil'fanekha, Adonai Elohai velohei avotai, she't'hei hashuva mitzvat tzitzit l'fanekha, k'ilu kiyamtiha b'khol p'rateha v'dikdukeha v'khavanoteha, v'taryag mitzvot ha't'luyim bah. Amen, Selah.
Traduzione: "Possa esser desiderio davanti a Te, o SIGNORE, mio Dio e Dio dei miei padri, che il comandamento delle frange sia considerato davanti a Te come adempiuto in tutti i suoi aspetti, i suoi dettagli e intenzioni, così come i 613 comandamenti che dipendono da esso. Amen, Selah."

#### ColTallit Gadol

##### Ispezione delletzitzit
Tradizionalmente si legge il Salmo 104,1–2:
Traslitterazione: Barkhi nafshi et Adonai. Adonai Elohai, gadalta m'od; hod v'hadar lavashta – O'te or ka'salma, no'te shamayim ka'y'ri'a.
Traduzione: "Alleluia. Lodate il Signore e invocate il suo nome, proclamate tra i popoli le sue opere. Cantate a lui canti di gioia,
meditate tutti i suoi prodigi."

##### Prima di indossare ilTallit
Traslitterazione: Barukh atah Adonai Eloheinu melekh ha'olam, asher kid'shanu b'mitzvotav v'tzivanu l'hit'atef ba'tzitzit.
Traduzione: "Benedetto sii Tu, o SIGNORE, nostro Dio, Re dell'universo, Tu che ci hai santificato coi Tuoi comandamenti e ci hai comandato di cingerci con frange."

##### ColTallitintorno al corpo
Tradizionalmente si recita il Salmo 36,8–11:
Traslitterazione: Ma yakar hasd'kha Elohim, uvnei adam b'tzel k'nafekha yehesayun. Yirv'yun mi‑deshen beitekha, v'nahal adanekha tashkem. Ki im'kha m'kor hayim, b'or'kha nir'e or. M'shokh hasd'kha l'yod'ekha, v'tzidkat'kha l'yish'rei lev
Traduzione: "Quanto è preziosa la Tua grazia, (o) Dio! Si rifugiano gli uomini all'ombra delle Tue ali. Si saziano dell'abbondanza della Tua casa e li disseti al torrente delle Tue delizie. È in te la sorgente della vita, alla Tua luce vediamo la luce. Concedi la Tua grazia a chi Ti conosce, la Tua giustizia ai retti di cuore.

### Coitefillin

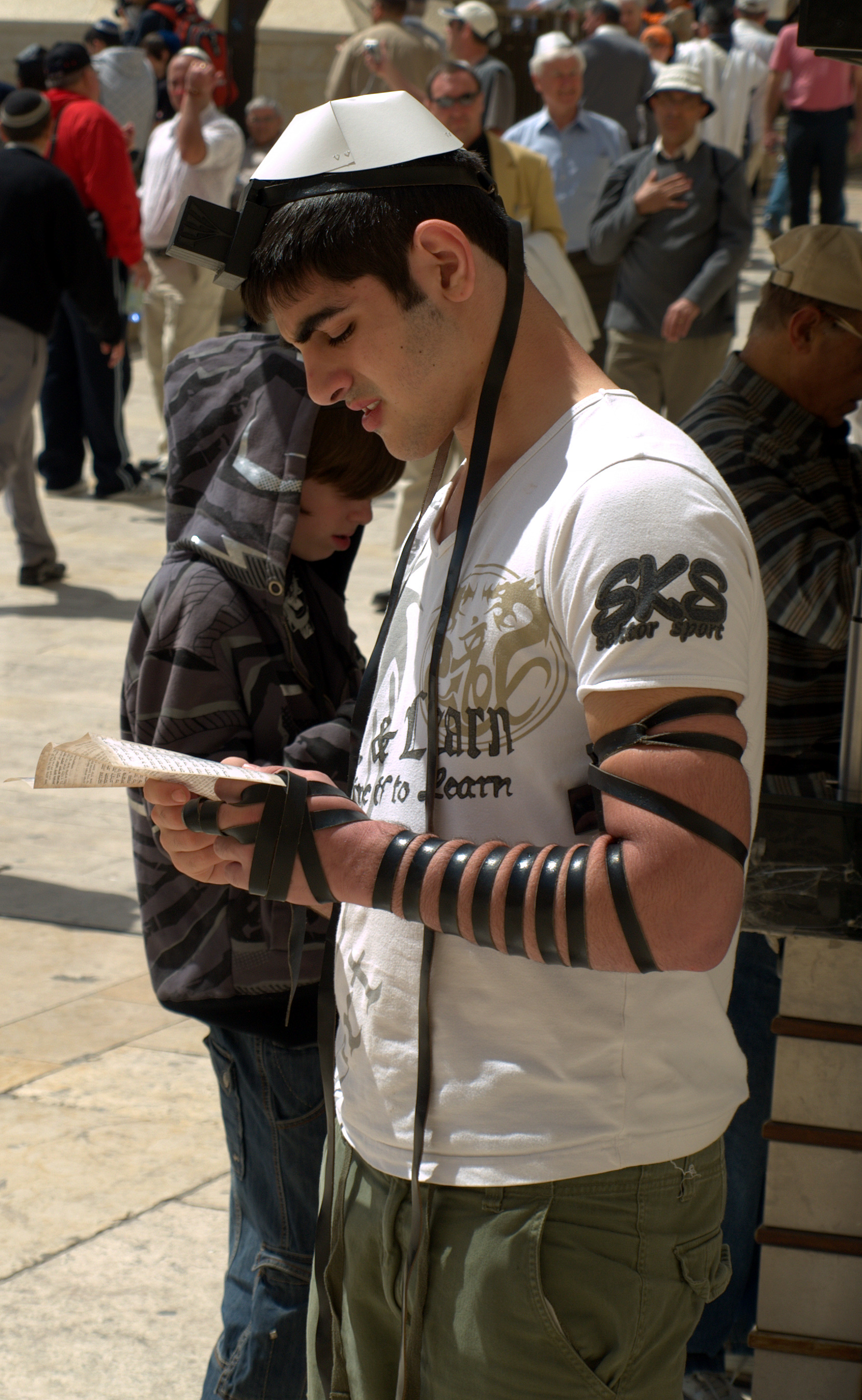
Un uomo che indossa i tefillin della testa e del braccio, al Muro Occidentale.

#### Tefillindel braccio
Prima di allacciare il filatterio del braccio, si recita la seguente benedizione:
Traslitterazione: Barukh atah Adonai Eloheinu melekh ha'olam, asher kid'shanu b'mitzvotav v'tzivanu l'hani'ah t'filin.
Traduzione: "Benedetto sii Tu, o SIGNORE, nostro Dio, Re dell'universo, Tu che ci hai santificato coi Tuoi comandamenti e ci hai comandato di indossare i tefillin."

#### Tefillindella testa
Autorità religiose sefardite e chassidiche sono dell'opinione che la benedizione per i tefillin della testa non sia necessaria e che quella per i tefillin del braccio sia sufficiente. Gli ebrei ashkenaziti però la recitano anche per i tefillin della testa, prima di allacciarli:
Traslitterazione: Barukh atah Adonai Eloheinu melekh ha'olam, asher kid'shanu b'mitzvotav v'tzivanu al mitzvat t'filin.
Traduzione: "Benedetto sii Tu, o SIGNORE, nostro Dio, Re dell'universo, Tu che ci hai santificato con i Tuoi comandamenti e ci hai comandato col comandamento dei tefillin."

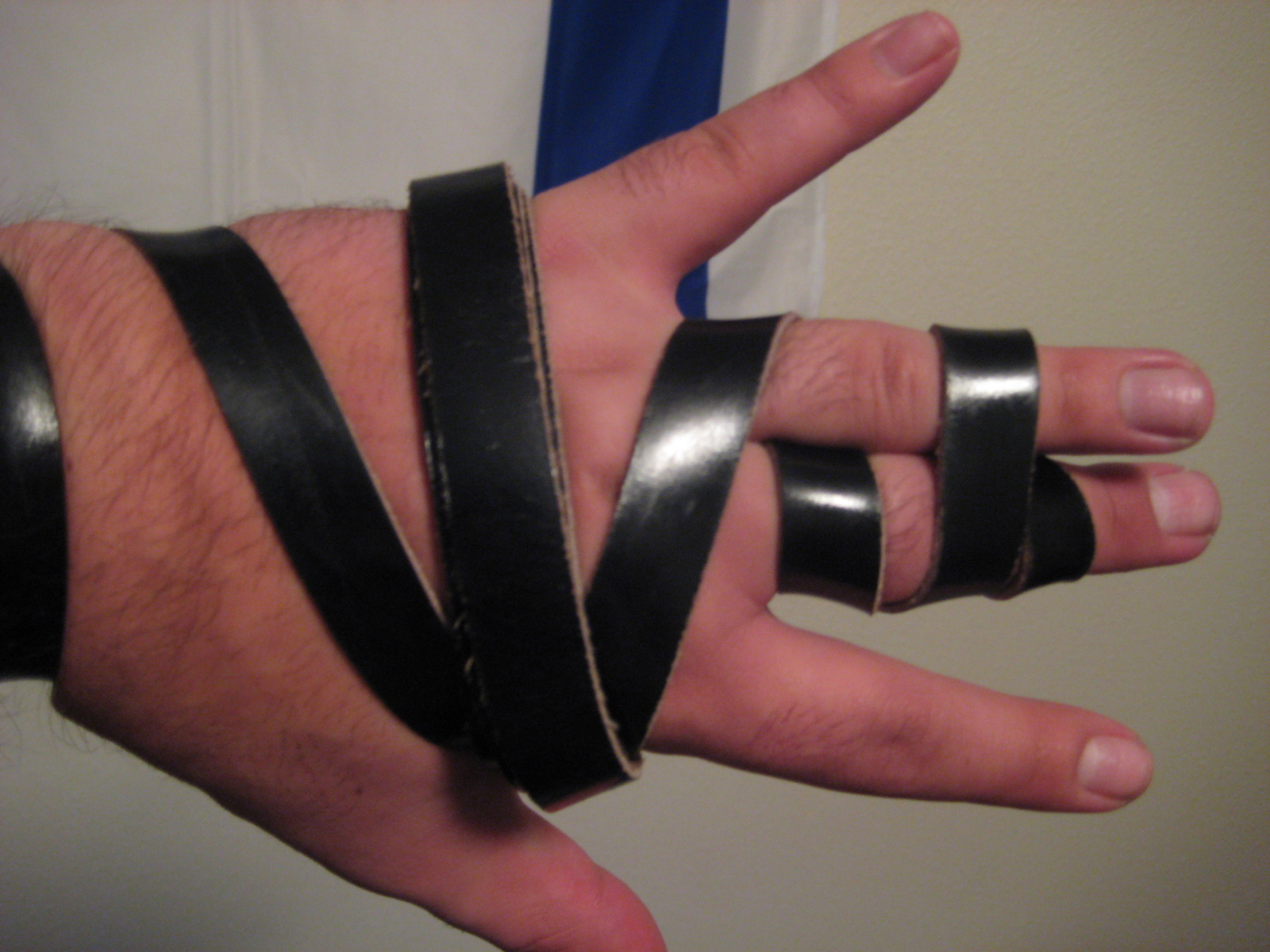
Tefillin del braccio che formano la lettera ebraica ש (shin), secondo una tradizione ashkenazita

A causa del dubbio sulla necessità di questa preghiera, la si segue con un'affermazione di lode, per non aver pronunciato il nome di Dio invano::
Traslitterazione: Barukh shem k'vod malkhuto l'olam va'ed.
Traduzione: "Benedetto sia il Nome del Suo regno glorioso ora e sempre."

#### I filatteri al dito medio
Il resto delle cinghie dei teffilin sono poi avvolte tre volte intorno al dito medio e alla mano, accompagnando l'avvolgimento con la recitazione del passo biblico da Osea 2,21-22:
in ebraico וארשתיך לי לעולם, וארשתיך לי בצדק ובמשפט ובחסד וברחמים, וארשתיך לי באמונה וידעת את ה'.‎?
Traslitterazione: V'erastikh li l'olam, v'erastikh li b'tzedek u‑v'mishpat u‑v'hesed u‑v'rachamim. V'erastikh li b'emuna v'yadat et Adonai.
Traduzione: "Ti farò mia sposa per sempre,
ti farò mia sposa
nella giustizia e nel diritto,
nella benevolenza e nell'amore, ti fidanzerò con me nella fedeltà
e tu conoscerai il Signore."

### Benedizione durante il pasto

#### N'tilat Yadayim(Lavaggio rituale delle mani)
Le mani vengono lavate ritualmente prima di consumare certi cibi.
Nella tradizione ashkenazita e in qualche comunità sefardita (e altre), si fa prima di mangiare il pane. In alcuni riti sefarditi e nella comunità tedesca che ebbe origine a Francoforte, le abluzioni vengono eseguite prima di bere il vino o mangiare il pane da solo o col vino (come accade prima dello Shabbat o pasto festivo), dicendo questa benedizione:
Prima di lavarsi le mani:
in ebraico ברוך אתה ה' א‑לוהינו מלך העולם, אשר קדשנו במצותיו וצונו על נטילת ידים.‎?
Traslitterazione: Barukh atah Adonai Elohenu melekh ha'olam, asher qiddeshanu b'mitzvotav v'tzivanu al netilath yadayim.
Traduzione: "Benedetto sii Tu, o SIGNORE, nostro Dio, Re dell'universo, Tu che ci hai santificato coi Tuoi comandamenti e comandato di lavarci le mani."

#### Benedizione del pane
Questa benedizione viene recitata solo per pane fatto di (o composto di) farina, orzo, segale, avena, farro.
in ebraico ברוך אתה ה' א‑לוהינו מלך העולם, המוציא לחם מן הארץ.‎?
Traslitterazione: Barukh atah Adonai Eloheinu melekh ha'olam, ha'motzi lehem min ha‑aretz.
Traduzione: "Benedetto sii Tu, o SIGNORE, nostro Dio, Re dell'universo, Tu che ci porti pane dalla terra."

#### Dopo il pasto
La benedizione congiunta di Birkat Hamazon viene recitata solo dopo aver consumato un pasto che contenga pane (inclusa la matzah) fatto di uno o un misto di farina, orzo, segale, avena, farro.
Dopo la Birkat Hamazon molti sefarditi di rito spagnolo e portoghese recitano Ya Comimos o cantano Bendigamos. Queste preghiere sono simili per contenuto alla benedizione Birkat Hamazon.
| Ya Comimos (Ladino Tradizionale) | Ya Komimos (Ladino Moderno) | Abbiamo Mangiato (Traduzione italiana) |
| --- | --- | --- |
| Ya comimos y bevimos, y al Dio santo Baruch Hu u-Baruch Shemo bendiximos; que mos dió y mos dará pan para comer, y paños para vestir y años para bivir. El Padre el grande que mande al chico asegun tenemos de menester para muestras cazas y para muestros hijos. El Dio mos oiga y mos aresponda y mos apiade por su nombre el grande, somos almicas sin pecado. Hodu L'Adonai ki tov ki le-olam hasdo. Hodu L'Adonai ki tov ki le-olam hasdo. Siempre mijor, nunca peor, nunca mos manque la meza del Criador. Amen. | Ya komimos, y bevimos, i al Dio santo Baruj Hu u-Baruj Shemo bendishimos; ke mos dio i mos dara pan para komer, i panyos para vestir i anyos para bivir. El Padre el grande ke mande al chico asegun tenemos de menester para muestras cazas i para muestros hijos. El Dio mos oiga i mos aresponda i mos apiade por su nombre el grande, somos almikas sin pekado. Hodu L'Adonai ki tov ki le-olam jasdo. Hodu L'Adonai ki tov ki le-olam jasdo. Siempre mijor, nunka peor, nunka mos manke la meza del Kriador. Amen. | Abbiamo mangiato e abbiamo bevuto, e Il Santo, Benedetto Egli sia, abbiamo benedetto, che ci ha dato e ci darà pane da mangiare, e vestiti da indossare, e anni da vivere. Il Grande Padre che dà al piccolo, ci dà secondo i nostri bisogni per le nostre case e per i nostri figli. Dio ci ascolta e ci risponde e ha pietà di noi, per il Suo Gran Nome, siamo piccole anime senza peccato. Rendete grazie al SIGNORE, perché Egli è buono, e la Sua Misericordia dura sempre. Rendete grazie al Signore, perché Egli è buono, e la Sua Misericordia dura sempre. Sempre in meglio, mai in peggio, mai ci mancherà la tavola del Creatore. Amen |

Questa preghiera è alquanto simile al Bendigamos (che segue) e, come già specificato, condivide molti elementi col contenuto del Birkat Hamazon.
| Castigliano: | Italiano: |
| Bendigamos Bendigamos al Altísimo, Al Señor que nos crió, Démosle agradecimiento Por los bienes que nos dió. Alabado sea su Santo Nombre, Porque siempre nos apiadó. Load al Señor que es bueno, Que para siempre su merced. Bendigamos al Altísimo, Por su Ley primeramente, Que liga a nuestra raza Con el cielo continuamente, Alabado sea su Santo Nombre, Porque siempre nos apiadó. Load al Senor que es bueno, Que para siempre su merced. Bendigamos al Altísimo, Por el pan segundamente, Y también por los manjares Que comimos juntamente. Pues comimos y bebimos alegremente Su merced nunca nos faltó. Load al Señor que es bueno, Que para siempre su merced. Bendita sea la casa esta, El hogar de su presencia, Donde guardamos su fiesta, Con alegría y permanencia. Alabado sea su Santo Nombre, Porque siempre nos apiadó. Load al Señor que es bueno, Que para siempre su merced. | Benediciamo Benediciamo l'Altissimo Il SIGNORE che ci creò, RendiamoGli grazie Per il bene che ci ha dato. Lodato sia il Suo Santo Nome, Perché ha sempre avuto pietà di noi. Lodato sia il SIGNORE, perché è buono E la Sua misericordia è eterna. Benediciamo l'Altissimo In primo luogo per la Sua Legge, Che lega la nostra gente In continuità col Cielo, Lodato sia il Suo Santo Nome, Perché ha sempre avuto pietà di noi. Lodato sia il SIGNORE, perché è buono E la Sua misericordia è eterna. Benediciamo l'Altissimo In secondo luogo per il pane E anche per i cibi Che abbiamo mangiato insieme. poiché abbiamo mangiato e bevuto allegramente La Sua misericordia non ci è mai mancata. Lodato sia il SIGNORE, perché è buono E la Sua misericordia è eterna. Benedetta sia questa casa, Luogo della Sua presenza, Dove teniamo la Sua festa, Con allegria e permanenza. Lodato sia il Suo Santo Nome, Perché ha sempre avuto pietà di noi. Lodato sia il SIGNORE, perché è buono E la Sua misericordia è eterna. |

Una frase finale viene inserita in ebraico, ripetuta due volte:

#### Benedizione del cibo
Si dicono altre apposite benedizioni sul cibo quando non si consuma un pasto completo (per es., senza pane).
Esistono cinque "gruppi di cibo" halakhici:

##### Prima di mangiare prodotti di grano –M'zonot
Prima di mangiare prodotti che escludano il pane (per es., una torta) fatti di farina, orzo, segale, avena, o farro (e riso, secondo certe opinioni):
in ebraico ברוך אתה ה' א‑לוהינו מלך העולם, בורא מיני מזונות.‎?
Traslitterazione: Barukh atah Adonai Eloheinu, Melekh ha'olam, bo're minei m'zonot.
Traduzione: "Benedetto sii Tu, o SIGNORE, nostro Dio, Re dell'universo, Tu che crei le varietà di nutrimento."

##### Prima di bere vino –Ha-Gafen
Questa benedizione è per il vino fatto d'uva, ma non per altre bevande fermentate. (Bibite simili al vino ma fatte con altri frutti ed altri alcolici richiedono la Benedizione Sheakol)
in ebraico ברוך אתה ה' א‑לוהינו מלך העולם, בורא פרי הגפן.‎?
Traslitterazione: Barukh atah Adonai Eloheinu Melekh ha'olam, bo're p'ri ha'gafen.
Traduzione: "Benedetto sii Tu, o SIGNORE, nostro Dio, Re dell'universo, Tu che crei il frutto della vigna."

##### Prima di mangiare frutta –Ha-Etz
Traslitterazione: Barukh atah Adonai Eloheinu Melekh ha'olam, bo're p'ri ha'etz.
Traduzione: "Benedetto sii Tu, o SIGNORE, nostro Dio, Re dell'universo, Tu che crei la frutta degli alberi."

##### Prima di consumare altri prodotti –Ha-Adama
Prima di mangiare prodotti vegetali che crescono direttamente dalla terra:
Traslitterazione: Barukh atah Adonai Eloheinu Melekh ha'olam, bo're p'ri ha'adama.
Traduzione: "Benedetto sii Tu, o SIGNORE, nostro Dio, Re dell'universo, Tu che crei il frutto della terra."

##### Altri liquidi e cibo particolare –She-Hakol
Prima di mangiare o bere cibi non compresi nella prima quattro categorie:
Traslitterazione: Barukh atah Adonai Eloheinu Melekh ha'olam, she'hakol nih'ye bidvaro.

###### Mein Shalosh e Bore Nefashot
Benedizione Bore Nefashot
Quando alcuni chiesero al Besht se fosse corretto includere anche gli animali in questa benedizione e quindi nella provvidenza, egli rispose loro dicendo che ciò permette la rivelazione dei misteri sulla relazione tra Mondo Superiore e Mondo Inferiore anche dal Basso, dal terreno.
Benedizione Mein Shalosh 
1. "Al hamichya " detta dopo cibi fatti di qualsiasi dei cinque grani: farina, orzo, segale, avena, farro;
2. "Al hagafen " detta dopo vino e succo d'uva;
3. "Al Ha-Etz " detta dopo uno o più dei cinque frutti coi quali la Terra d'Israele è benedetta: uva, fichi, melograni, olive e datteri.

Quando uno di questi cibi viene consumato, la preghiera dopo la consumazione viene detta solo una volta. Nello Shabbat, Yom Tov, o Rosh Chodesh, una frase aggiuntiva cita il giorno speciale.

### Immersione nella Mikvah
Questa benedizione si recita con l'immergersi nella mikvah (bagno rituale), cioè viene detta da una donna dopo le mestruazioni che fa il bagno nella mikvah per purificarsi. Quando si immergono utensili nella mikvah, le parole finali sono modificate dicendo "al-tevliat keilim".
Traslitterazione: Barukh atah Adonai Eloheinu Melekh ha'olam, asher kid'shanu b'mitzvotav v'tzivanu al ha't'vila.
Traduzione: "Benedetto sii Tu, o SIGNORE, nostro Dio, Re dell'universo, Tu che ci hai santificato coi Tuoi comandamenti e ci hai comandato di immergerci."

## Benedizione per esser sopravvissuti a malattia o pericolo
La benedizione Birkhat Ha‑Gomeyl viene detta dopo esser sopravvissuti ad una malattia, parto, o pericolo (compreso un viaggio rischioso o una prigionia).
Traslitterazione:
Benedizione: Barukh atah Adonai Eloheinu Melekh ha'olam, ha'gomeyl lahayavim tovot, sheg'malani kol tov.
Risposta della congregazione: Amen. Mi sheg'malkha (per una donna: sheg'malayikh) kol tov, hu yigmalkha (yigmalayikh) kol tov. Selah.
Traduzione:
Benedizione: "Benedetto sii Tu, o SIGNORE, nostro Dio, Re dell'universo, Tu che doni cose buone all'indegno e mi hai concesso ogni bontà."
Risposta della congregazione: "Amen. Colui che ti ha donato ogni bontà, possa Egli continuare a concederti ogni bontà. Selah."
N.B.: Gli ebrei Mizrahi (siriani) precedono questa benedizione con la recita del Salmo 111,1:
Traslitterazione:
Odeh Adonai be'khol layvov b'sood yishorim v'aydah.
Traduzione:
"Alleluia. (Alef) Renderò grazie al Signore con tutto il cuore, (Bet) nel consesso dei giusti e nell'assemblea."
... e alla fine (per i Mizrahi) la risposta della congregazione inizia così:
Traslitterazione:
Amen. Ho'ayl shegmolokh kol tov, ....
Traduzione:
"Amen. Dio ti ha donato ogni bontà, ...."
Questa preghiera ha le sue origini nel Talmud (Talmud babilonese, Berachot 54b): "Rab Judah disse, nel nome del Rav, ci sono quattro persone che devono rendere grazie: (1) Una che ha attraversato il mare, (2) una che ha attraversato il deserto, (3) una che si è riavuta da malattia, e (4) una che è stata liberata da prigionia." Ciò veniva dedotto dal Salmo 107, dove vengono citate queste quattro situazioni. Nei giorni del Tempio queste persone portavano un sacrificio di ringraziamento ma, siccome questo non è più possibile, devono allora recitare in piedi le relative benedizioni.
La parola גמל (gomeyl) significa ricompensa, un premio e spesso un generoso beneficio (per es. Salmi 13,6, 103,2.10 116,7). Joseph H. Hertz (1872–1946). Il Rabbino Capo dell'Impero britannico, nel suo commentario del libro di preghiere (Siddur), osserva: "La Benedizione non si limita alla quattro classi di cui sopra [elencate nella citazione del Talmud], ma viene recitata dopo esser scampati da qualsiasi pericolo. Tale Benedizione è seguita con profonda compassione e partecipazione dagli altri fedeli." Hertz cita un esempio in Gran Bretagna nel 1940 quando la preghiera fu recitata da un'intera congregazione perché erano tutti sopravvissuti ad un bombardamento del Blitz la notte precedente.
La maggioranza delle autorità halakhiche sostengono che la benedizione Ha‑Gomeyl deve esser detta in pubblico, di fronte ad una minian di dieci. È tradizione per gli uomini di dirla dopo esser stati chiamati alla Torah.
Tutte le autorità conservatrici e molte ortodosse asseriscono che anche le donne sono obbligate a dire la benedizione Birkhat Hagomeyl.
Tale benedizione non è legata a tempi particolari (preferibilmente dovrebbe esser recitata subito dopo lo scampato pericolo, appena se ne presenta l'opportunità) e in parte sostituisce l'offerta di todah (Ringraziamento), una delle classi di korban (sacrificio templare) che le donne erano obbligate a fare (per es. dopo il parto) nell'epoca del Tempio di Gerusalemme. Di conseguenza dette autorità affermano che le donne sono idonee ad essere conteggiate nel minian di 10, alla pari con gli uomini, per lo speciale proposito (mitzvah) di recitare pubblicamente la benedizione HaGomeyl e la sua risposta congregazionale.